# Julio Carlos González
Julio Carlos González (Lanús, c. 1934) es un abogado y político argentino. En el gobierno constitucional del 25 de mayo de 1973 hasta el 24 de marzo de 1976 fue, entre otros cargos, director de Asuntos Jurídicos de la presidencia de la Nación y luego secretario técnico. Fue detenido durante el golpe militar y liberado el 18 de abril de 1983, siendo el último preso político en recobrar la libertad antes del retorno de la democracia.
Fue profesor de Economía Política en la Facultad de Derecho de la Universidad de Buenos Aires desde 1965 hasta su encarcelamiento, y es profesor de Estructura Económica Argentina en la Facultad de Ciencias Económicas de la Universidad Nacional de Lomas de Zamora desde 1989.

## Publicaciones
- Defensa nacional y jurisdicción militar, 1960.
- Hernandismo y martinfierrismo, 1975.
- Hostilidades británicas contra los Gobiernos de Perón, 1983.
- La estructura económica argentina, 1990.
- Los tratados de paz por la guerra de Malvinas: desocupación y hambre para los argentinos, 1998.
- Isabel Perón: intimidades de un Gobierno, Buenos Aires: El Ateneo, 2007.
- La involución hispanoamericana. De provincias de las Españas a territorios tributarios: el caso argentino (1711-2010), Buenos Aires: Editorial Docencia, 2010.
- Asalto a la Argentina. M76 motivos y pretextos, 2011